# Walter Giardino
Héctor Walter Giardino (Buenos Aires, 6 de março de 1960) é um guitarrista argentino pertencente à banda de heavy metal chamada Rata Blanca, e conhecido pela sua rapidez, técnica na guitarra e influenciado por Ritchie Blackmore e Yngwie Malmsteen.

## Discografía

### Rata Blanca
- Rata Blanca - 1988
- Magos, Espadas y Rosas - 1990
- Guerrero del Arco Iris - 1992
- El Libro Oculto - 1993
- Entre el cielo y el infierno - 1994
- En vivo en Buenos Aires (ao vivo, com a Orquesta da Cámara Solistas Bach) - 1996
- Rata Blanca VII - 1997
- Grandes Canciones (Coletânea) - 2000
- La Leyenda Continúa (tributo com a participação de todos os integrantes da história do Rata Blanca) - 2001
- El camino del fuego - 2002
- Poder vivo (en vivo) - 2003
- La llave de la puerta secreta - 2005
- El Reino Olvidado - 2008
- The Forgotten Kingdom - 2009
- XX Aniversario: Magos, Espadas y Rosas - 2011
- Tormenta Eléctrica - 2015

### Walter Giardino Temple
- Walter Giardino Temple - 1998